# عمود مخبری
عمود مخبری (زاده فوریه ۱۹۷۸، میشیگان) کارگردان فیلم ایرانی-آمریکایی است. در سال ۲۰۰۹، او نامزد جایزه اسکار بهترین فیلم کوتاه انیمیشن برای اختاپودی شد.

## زندگی
عمودی پس از گذراندن کودکی اش در تهران و استکهلم، در سال ۱۹۹۳ به جنوب کالیفرنیا نقل مکان کرد و مدت کوتاهی پس از آن تحصیلات خود را در دانشگاه کالیفرنیا، لس آنجلس آغاز کر و برای دریافت مدرک کارشناسی ارشد در گرافیک رایانه، به انیمیشن معرفی شد و متعاقباً در دانشکده فیلم، تئاتر، تلویزیون گابلینز در پاریس، فرانسه در رشته فیلم تحصیل کرد. در سال ۲۰۰۷، او اختاپودی را به همراه ۵ دانشجوی دیگر گابلینز، جولیان بوکابیل، فرانسوا-خاویر چانیوکس، الیویه دلابار، کوئنتین مارمیر و تیری مارتند کارگردانی کرد.

## فیلمبرداری
- اختاپودی (۲۰۰۷) (نویسنده، کارگردان)